# John Joshua Kirby

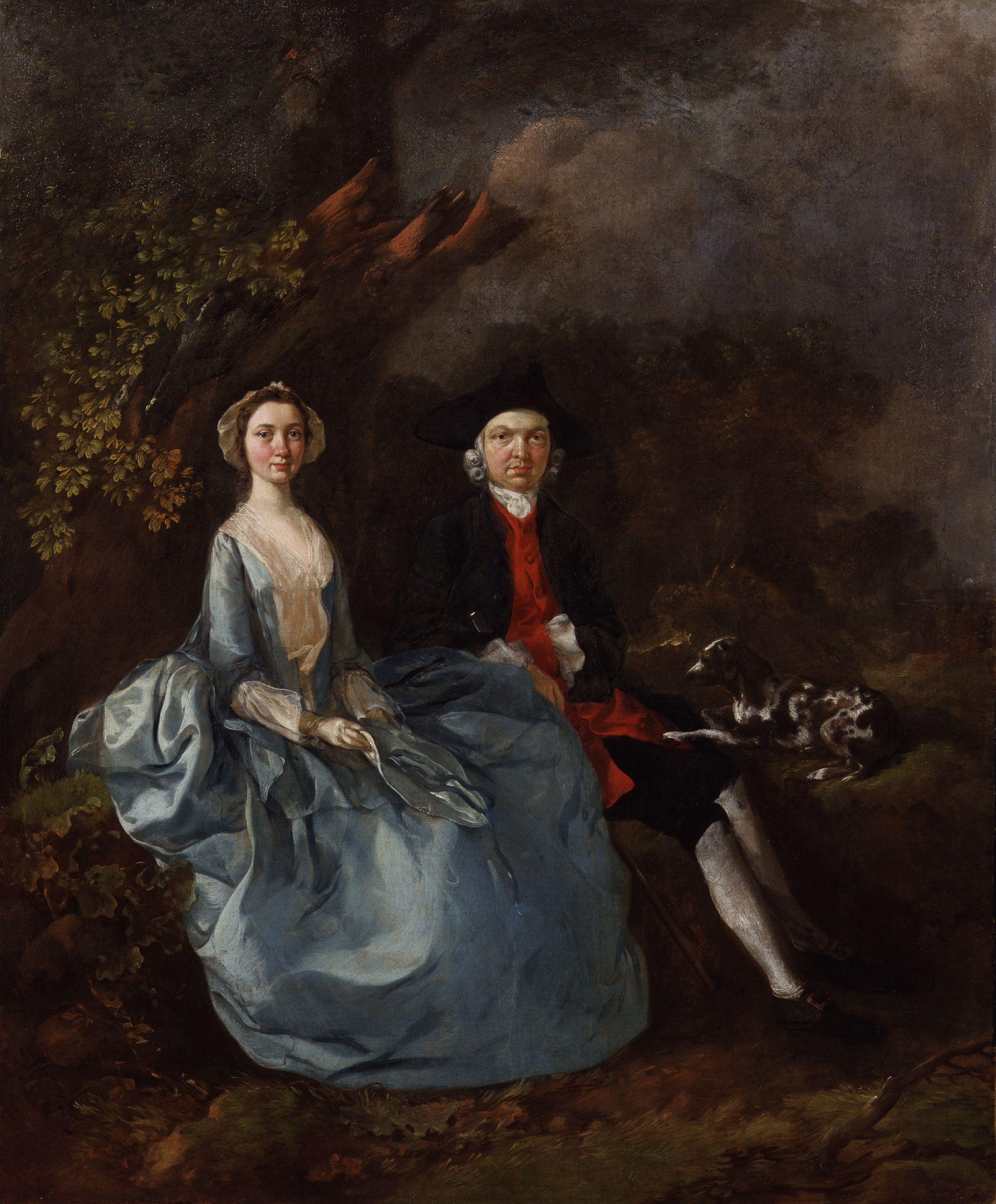
Sarah Kirby (nascida Bull) e John Joshua Kirby, por Thomas Gainsborough.

John Joshua Kirby (Suffolk, 1716  – Kew, 1774), foi um pintor, gravador, e escritor do Reino Unido, famoso por seu panfleto sobre perspectiva linear, baseado nas considerações de Brook Taylor.

## Biografia

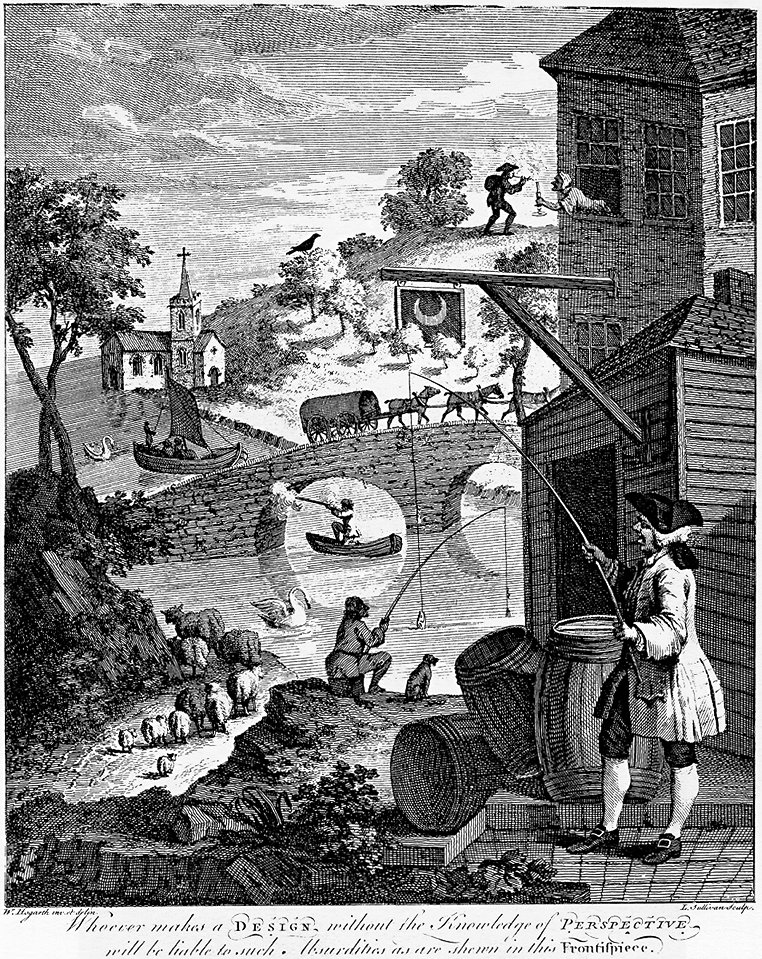
Sátira sobre a Falsa Perspectiva, por Hogarth, 1753

Era filho do topógrafo John Kirby, e pai da escritora Sarah Trimmer e do gravador William Kirby. Kirby foi membro honorário do projeto de ensino desenvolvido pelo pintor William Hogarth através da St. Martins Lane Academy, onde lecionou perspectiva. Justamente nesta época, Hogarth fez um dos mais importantes trabalhos seus, a Sátira sobre a Falsa Perspectiva, que serviu de frontispício ao famoso panfleto de Kirby, publicado em 1754 e intitulado Dr. Brook Taylor's Method of Perspective made Easy both in Theory and Practice. O panfleto foi o mais popular, sendo reimpresso várias vezes. Sua fama foi tal que Kirby recebeu um apontamento régio.